# Marcel Landowski
Marcel François Paul Landowski (Pont-l'Abbé, 18 februari 1915 – Parijs, 23 december 1999) was een Frans componist, muziekpedagoog en dirigent. Hij was het derde kind van vier kinderen van de beeldhouwer Paul Landowski. Marcel is van moeders zijde een achterkleinzoon van de violist en componist Henri Vieuxtemps. Zijn oudere zuster was de kunstschilderes Nadine Landowski (1908–1943) en zijn jongere broer Françoise Landowski-Caillet (1917-2007) was pianist en eveneens kunstschilder.

## Levensloop
Landowski kreeg heel vroeg pianoles bij Marguerite Long, bij wie hij ook later aan het conservatorium compositie en orkestdirectie studeerde. Vanaf 1935 studeert hij aan het Conservatoire national supérieur de musique in Parijs bij Noël Gallon (schriftuur) en bij Henri Büsser (compositie). Zijn eerste werken Les Sorcières en Les Sept Loups werden in 1937, net voor de Tweede Wereldoorlog, onder leiding van Pierre Monteux uitgevoerd, toen hij nog aan het conservatorium studeerde. Gedurende deze periode raakt hij bevriend met leden van de Groupe des Six, vooral met Arthur Honegger en Darius Milhaud. De stijlen van deze componisten zullen zijn eigen composities erg beïnvloeden.
Zijn belangrijkste composities schreef hij na de oorlog, zoals Le Rire de Nils Halerius (1944-1948), die zijn debuut op het toneel betekenen en Symfonie nr. 1 "Jean de la Peur" (1949). Hij bereikte spoedig nationale en internationale bekendheid en werd in 1950 met de Grand Prix de composition van de stad Parijs bekroond. Het volgende decennium kenmerkt een vruchtbare periode in die onder anderen het Concert voor ondes-Martenot en strijkorkest en de opera Le Fou (1956) boven uit schieten.
Vanaf 1960 begon hij een zeer belangrijke administratieve carrière. Van 1962 tot 1965 was hij muziekdirecteur van de Comédie-Française. In 1966 werd hij door Andre Malraux benoemd tot verantwoordelijke directeur voor culturele zaken (muziek, opera en dans) in het Franse Ministerie van Cultuur, een functie die hij bekleedde tot 1975. Gedurende deze periode was hij onder anderen verantwoordelijk voor de opstelling en definitie van een tienjarenplan voor de muziek, de oprichting van het Orchestre de Paris in 1967, waarvan de leiding wordt toevertrouwd aan Charles Münch, de modernisering van het onderwijs aan de conservatoria en de vestiging van grote orkesten in de Franse regio's. Daarna werd hij benoemd tot inspecteur-generaal in het Franse ministerie van onderwijs (1975) en ten slotte tot directeur van Culturele Zaken van de Stad Parijs (1977-1979). Hij werd ook verkozen als lid tot het Institut de France - Académie des Beaux-Arts (Academie voor Schone Kunsten) in 1975, en vervangt zijn voormalige leraar Henri Büsser.
Als wethouder van Boulogne-Billancourt beïnvloedde hij de vooruitgang van het voormalig stedelijk conservatorium tot het latere  Conservatoire à rayonnement régional de Boulogne-Billancourt en benoemd in 1972 zijn voormalige leerling Alain Louvier tot directeur van deze institutie. Hij was als opvolger van Emmanuel Bondeville voorzitter van de stichting Maurice Ravel. In 1991 richtte hij de L'Association Musique nouvelle en liberté op. Door al deze drukke werkzaamheden was de tijd voor het componeren natuurlijk heel beknopt, alhoewel hij in deze periode bijvoorbeeld de werken L'Opéra de poussière (1962), de Messe de l'Aurore (1977), twee symfonieën (1963-1964), Un enfant appelle (1979) en de opera Montségur (1985) schreef.
Als componist liet Landowski zich door een tonale "taal" inspireren en heeft zich altijd verzet tegen de principes van het serialisme. Hij schreef onder anderen vijf symfonieën, een tiental concerten voor diverse solisten, vocale muziek (oratorium, koor en liederen) en kamermuziek. In 1973 ontving hij de Prix Maurice Ravel van de Société des Auteurs, Compositeurs et Editeurs de Musique (SACEM), de Franse auteursrechtsvereniging. In 1980 werd hij benoemd tot ere-doctor van de Federale Universiteit van Rio de Janeiro (UFRJ) in Rio de Janeiro en in 1987 werd hij onderscheiden met een benoeming als Commandeur in het Franse Legioen van Eer en in 1994 als Grootofficier in de Nationale Orde van Verdienste. In 1995 werd hij gekozen als lid van de Académie royale des sciences, des lettres et des beaux-arts de Belgique.

## Composities

### Werken voor orkest

#### Symfonieën
- 1949 Symfonie nr 1 "Jean de la Peur"
- 1963 Symfonie nr. 2
- 1964 Symfonie nr. 3 "Des Espaces"
- 1988 Symfonie nr. 4
- 1998 Symfonie nr. 5 "Les Lumières de la nuit"

#### Concerten voor instrumenten en orkest
- 1940 Concert nr. 1 (Premier concerto), voor piano en orkest
- 1944-1945 Concert, voor cello en orkest
- 1954 Concert, voor ondes-Martenot en strijkorkest
- 1957 Concert, voor fagot en orkest
- 1963 Concert nr. 2 (Deuxième concerto), voor piano en orkest
- 1968 Concert, voor dwarsfluit en strijkorkest
- 1973 Le triomphe du Petit Poucet, voor accordeon
- 1975-1976 Au bout du chagrin, une fenêtre ouverte, concert voor trompet, orkest en bandrecorder
  1. Cantique d’un soir
  2. Chant pour une feuille morte
  3. Cortège
- 1979 Un enfant appelle, concert voor sopraan, cello en orkest - tekst: Marie Noël - geschreven voor de cellist Mstislav Rostropovitsj en zijn vrouw, de mezzosopraan Galina Visjnevskaja
  1. Un enfant appelle, loin, très loin...
  2. Je crois très bas
  3. La Nuit-même où il fut livré
- 1983 Improvisation, voor trombone en orkest
- 1990 Souvenir d’un jardin d’enfance, voor hobo en strijkorkest
- 1990 Concertino, voor trombone en strijkorkest
- 1993 Symphonie concertante, voor orgel en orkest
- 1995 Concert, voor viool en orkest
- 1998 Concert nr. 2, voor dwarsfluit en orkest

#### Andere werken voor orkest
- 1943 Brumes, symfonisch gedicht voor spreker en orkest - tekst: Paul Verlaine en Patrice de La Tour du Pin
  1. Légende (Patrice de La Tour du Pin)
  2. Il pleure dans mon cœur (Paul Verlaine)
  3. La Traque (Patrice de La Tour du Pin)
- 1946 Edina, symfonisch gedicht
- 1946 Le Petit Poucet, symfonische suite
- 1948 Ballet des Jeux du Monde uit de 2e akte van het operaballet "Le Rire de Niels Halerius"
- 1950 Trois Histoires de la prairie, kleine suite voor orkest
- 1960 L’Orage, symfonisch gedicht
- 1982 L'Horloge, symfonisch gedicht
- 1985 Les Orchestrades, voor orkest
- 1987 La Symphonie de Montségur, voor sopraan, bariton en orkest
- 1989 Quatre Préludes pour l’Opéra des Bastilles, voor viool en strijkorkest (en pauken ad libitum)
- 1991 Adagio Cantabile, voor hobo, althobo, slagwerk en strijkorkest
- 1997 À Sainte Dévote, voor orkest

### Werken voor harmonieorkest of koperensemble
- 1997 Ouverture pour un opéra imaginaire, voor koperensemble (4 hoorns, waarvan 2 Wagnertubas, 4 trompetten, 3 trombones, tuba, pauken en 2 slagwerkers)
- Le petit Poucet - bewerkt door Mora

### Muziektheater

#### Opera's
| Voltooid in | titel                                                           | aktes                     | première                           | libretto |
| ----------- | --------------------------------------------------------------- | ------------------------- | ---------------------------------- | --- |
| 1944-1948   | Le Rire de Niels Halerius - operaballet                         | 3 bedrijven, 3 taferelen  | 19 januari 1951, Mulhouse          | Gérard Caillet en van de componist                                                                           |
| 1948-1955   | Le Fou                                                          | 2 bedrijven, 5 taferelen  | 1 februari 1956, Nancy             | van de componist en Patrice de la Tour du Pin                                                                |
| 1953        | Rabelais, François de France - operaballet                      | 1 akte                    | 26 juli 1953, Tours                | |
| 1953        | Le Ventriloque - operaballet                                    | 1 akte                    | 6 februari 1956, Parijs            | van de componist en Paul Arnold                                                                              |
| 1958-1962   | L'Opéra de Poussière                                            | 2 bedrijven               | 25 oktober 1962, Avignon           | Gérard Caillet en de componist                                                                               |
| 1959        | Les Adieux                                                      | 1 akte                    | 8 oktober 1960, Parijs             | van de componist                                                                                             |
| 1980-1985   | Montségur                                                       | 2 bedrijven, 11 taferelen | 1 februari 1985, Toulouse          | Gérard Caillet, Guy-Patrick Sainderichin en de componist naar Montségur de Monsieur le Duc De Levis-Mirepoix |
| 1983        | La Sorcière du placard aux balais - kinderopera                 |                           | 8 maart 1984, Boulogne-Billancourt | Pierre Gripari                                                                                               |
| 1987        | La Vielle Maison                                                | 2 bedrijven, 11 taferelen | 25 februari 1988, Nantes           | van de componist                                                                                             |
| 1991        | P'tit Pierre et la sorcière du placard aux balais - kinderopera |                           | 6 februari 1992, Colmar            | Pierre Gripari "Les Contes de la Rue Broca"                                                                  |
| 1995        | Galina                                                          | 15 taferelen              | 17 maart 1996, Lyon                | van de componist                                                                                             |

#### Balletten
| Voltooid in | titel                                                                  | aktes                | première                                             | libretto                        | choreografie   |
| ----------- | ---------------------------------------------------------------------- | -------------------- | ---------------------------------------------------- | ------------------------------- | -------------- |
| 1944-1948   | Le Rire de Nils Halerius                                               | 3 aktes, 3 taferelen | 19 januari 1951, Mulhouse                            | Gérard Caillet en de componist  |                |
| 1953        | Rabelais, François de France                                           | 1 akte               | 26 juli 1953, Tours                                  |                                 |                |
| 1954-1955   | Le Ventriloque                                                         | 1 akte               | 6 februari 1956, Parijs                              | van de componist en Paul Arnold | Igor Fosca     |
| 1959        | Abîmes                                                                 | 2 aktes              | 12 februari, Essen                                   |                                 |                |
| 1964        | La Leçon d’Anatomie op de muziek van de 1e symfonie "Jean de la Peur"  |                      | 1964, Den Haag (Nederlands Dans Theater)             |                                 | Glen Tetley    |
| 1967        | Le Chant de Pavot op de muziek van het concert voor ondes-martenot     |                      | 28 oktober 1967, Genève, Grand Théâtre               |                                 | Serge Golovine |
| 1968        | Concerto pour basson op de muziek van het concert voor fagot en orkest |                      | 16 januari 1968, Parijs, Théâtre des Champs Elysées  |                                 | Josep Lazzini  |
| 1979        | Le Fantôme de l’Opéra                                                  | 2 aktes              | 22 februari 1980, Parijs, Opéra Garnier              | naar de roman van Gaston Leroux | Roland Petit   |
| 1982        | Les Hauts de Hurlevent                                                 | 2 aktes, 7 taferelen | 28 december 1982, Parijs, Théâtre des Champs Elysées | naar de roman van Emily Brontë  | Roland Petit   |

#### Toneelmuziek
- 1943 Les Travaux et les jours - tekst: Jean Vilar
- 1944 Retour par Dunkerque, in 3 bedrijven en 15 taferelen - tekst: Jacques Chabannes
- 1945 Le Procès de Jeanne d’Arc
- 1949 Agnès de rien
- 1949 Le Petit Poucet (Klein Duimpje), in 4 bedrijven en 10 taferelen - tekst: Charles Perrault
- 1952 Un dieu a dormi dans la maison - tekst: Guilherme Figueiredo
- 1953 Le Songe d’une nuit d’été (A Midsummer Night's Dream) - tekst: William Shakespeare
- 1960 Le Chalet sous la neige muziek voor een toneelstuk voor de televisie
- 1962 Candide, muzikale illustratie voor een verhaal van Voltaire
- 1963 Le Cid, muziek voor het toneelstuk van Pierre Corneille
- 1964 Cyrano de Bergerac, muziek voor het toneelstuk van Edmond Rostand

#### Multimedia en openluchtevenementen
- 1952 Paris a deux-mille ans vuurwerkmuziek (Spectacle pyrotechnique)
- 1956 Prestige de Toulouse, Klank-en lichtspel - tekst: Duc Antoine de Lévis-Mirepoix
- 1958 Reflets de Lyon, Klank-en lichtspel
- 1960 Sortilèges, Klank-en lichtspel

### Vocale muziek

#### Oratoria
- 1939-1941 Rythmes du Monde, oratorium voor spreker, sopraan, alt, tenor, bas, gemengd koor en orkest - tekst: gedichten van de componist
- 1943-1944 La Quête sans fin, oratorium voor spreker, gemengd koot en orkest - tekst: gedichten van de componist
- 1977 Messe de l'Aurore, oratorium voor sopraan, tenor en bariton, gemengd koor en orkest - tekst: Pierre Emmanuel
- 1980 Le Pont de l’espérance, scenisch oratorium in 6 taferelen voor sopraan, bariton, gemengd koor, 2 dansers en orkest - tekst: van de componist en Alphonse de Lamartine

#### Cantates
- 1948 Jésus, là, es-tu ?, cantate nr. 1 voor alt, vrouwenkoor, strijkorkest en slagwerk (of piano)
- 1966 Aux mendiants de Ciel, cantate nr. 6 voor sopraan en orkest
- 1999 Le Mystère de la création, cantate voor kinderzangstem, sopraan, bariton, gemengd koor en orkest (georkestreerd door: Guillaume Connesson) - tekst: Rainer Maria Rilke, Teilhard de Chardin, het boek Job

#### Werken voor koor
- 1937 Les Sept loups, ballade voor vrouwenkoor en orkest - tekst: vertaalde gedichten van Johann Wolfgang von Goethe
- 1937 Les Sorcières, ballade voor vrouwenkoor en orkest - tekst: William Shakespeare "Macbeth"
- 1981 La Prison, muzikaal en dramatisch recital in 3 delen voor sopraan, cello en instrumentaal ensemble - tekst: van de componist
  1. l’Attente
  2. L’Interrogatoire
  3. La Prison
- 1985 Chant de Paix « Ecoute ma voix... », voor sopraan (of kindersopraan), bariton, kinderkoor (of gemengd koor) en orkest (of orgel) - tekst: Paus Johannes Paulus II - Franse vertaling: Pierre Emmanuel
- 1985 Help-Help Vatelot, voor sopraan, cello, gemengd koor en klein instrumentaal ensemble - tekst: van de componist - gecomponeerd ter gelegenheid van de 60e verjaardag van Etienne Vatelot
- 1991 Les Leçons de Ténèbres
  1. versie I: voor zangstem;
  2. versie II: voor sopraan, bas, gemengd koor, orgel, cello en instrumentaal ensemble (hobo, oboe d'amore (of althobo), pauken en strijkorkest);
  3. versie III: sopraan, bas, gemengd koor, cello en groot orkest

#### Liederen
- 1946 Trois Révérences à la mort, voor sopraan en piano - tekst: Rabindranath Tagore
- 1960 Chant de Solitude, voor vier vrouwenstemmen en orkest - tekst:

### Kamermuziek
- 1954 Trio, voor hoorn, trompet en piano
- 1963 Quatre Préludes, voor slagwerk en piano
- 1977 Souvenir d’un jardin d’enfance, voor hobo en piano
- 1977 Cahier pour quatre jours, voor trompet en orgel
- 1985 Blanc et feu, voor koperkwintet
- 1987 Petite chanson de l’amitié, voor vier celli
- 1992 Sonate en duo, voor klarinet en piano
- 1993 Pas de deux en deux variations, voor viool en piano
- 1995 La Méditation de Jean-Pierre, voor dwarsfluit en piano
- 1995 L'Interrogation, voor strijkkwartet

### Werken voor orgel
- 1997 Paris sur orgues

### Werken voor piano
- 1940 Sonatine
- 1945 Deux Nocturnes
- 1945 Le Petit Poucet, zes lichte stukken
- 1959 En trottinant sur le sentier

### Filmmuziek
- 1948 La Femme sans passé
- 1948 Gigi
- 1948 Sombre dimanche
- 1948 Premier prix du conservatoire
- 1949 La Lanterne des morts
- 1950 Chéri
- 1950 La Rue sans loi